# Munna fernaldi
Munna fernaldi is een pissebed uit de familie Munnidae. De wetenschappelijke naam van de soort is voor het eerst geldig gepubliceerd in 1968 door George & Stromberg.